# Arquidiócesis de Burdeos
La arquidiócesis de Burdeos (en latín: Archidioecesis Burdigalensis y en francés: Archidiocèse de Bordeaux) es una circunscripción eclesiástica de la Iglesia católica en Francia. Se trata de una arquidiócesis latina, sede metropolitana de la provincia eclesiástica de Burdeos. Desde el 14 de noviembre de 2019 su arzobispo es Jean-Paul James, quien además lleva el título de obispo de Bazas (en latín: Bazensis).

## Territorio y organización

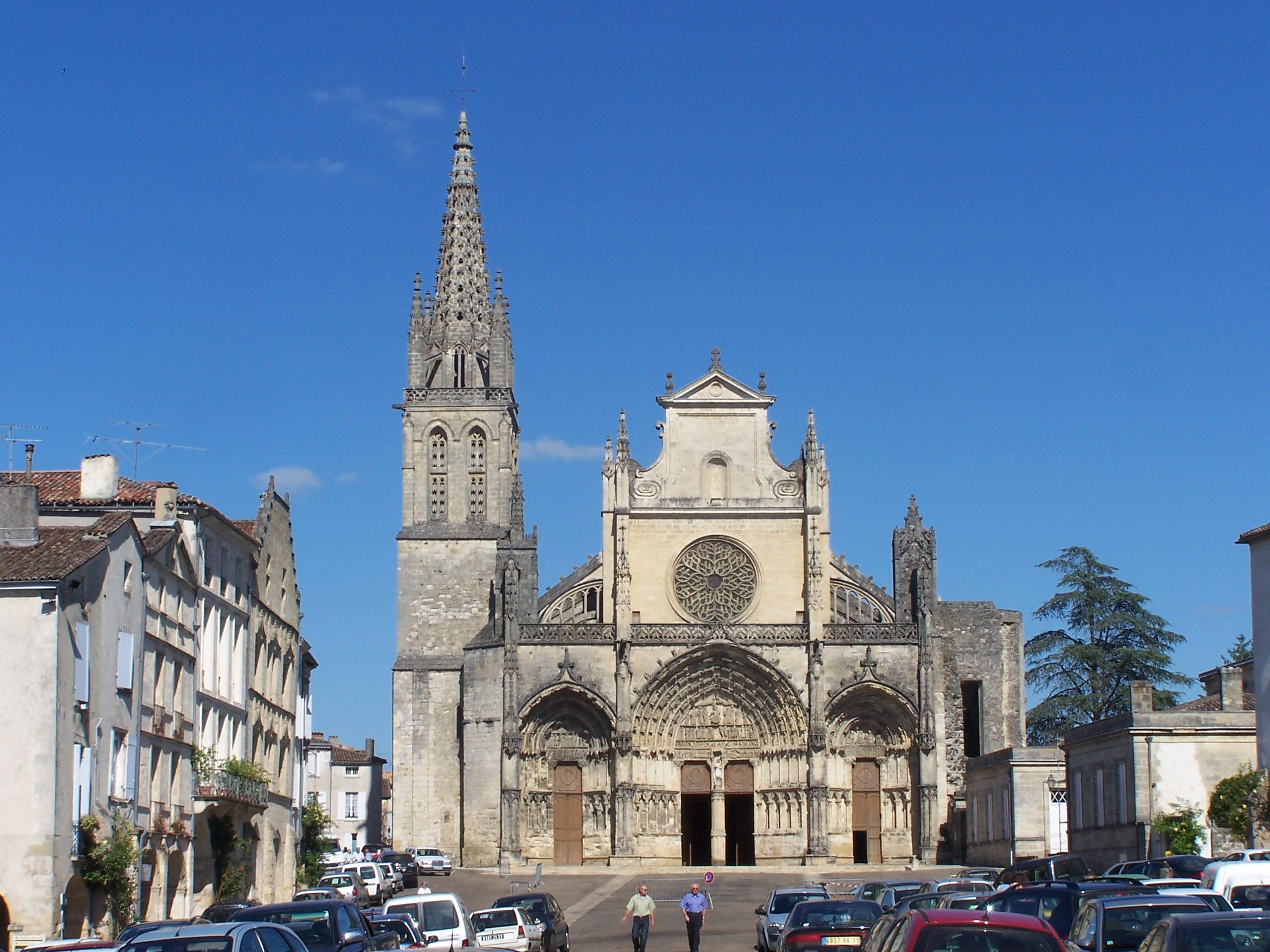
Excatedral de San Juan Bautista, en Bazas

La arquidiócesis tiene 10 725 km² y extiende su jurisdicción sobre los fieles católicos de rito latino residentes en el departamento de Gironda de la región de Nueva Aquitania).

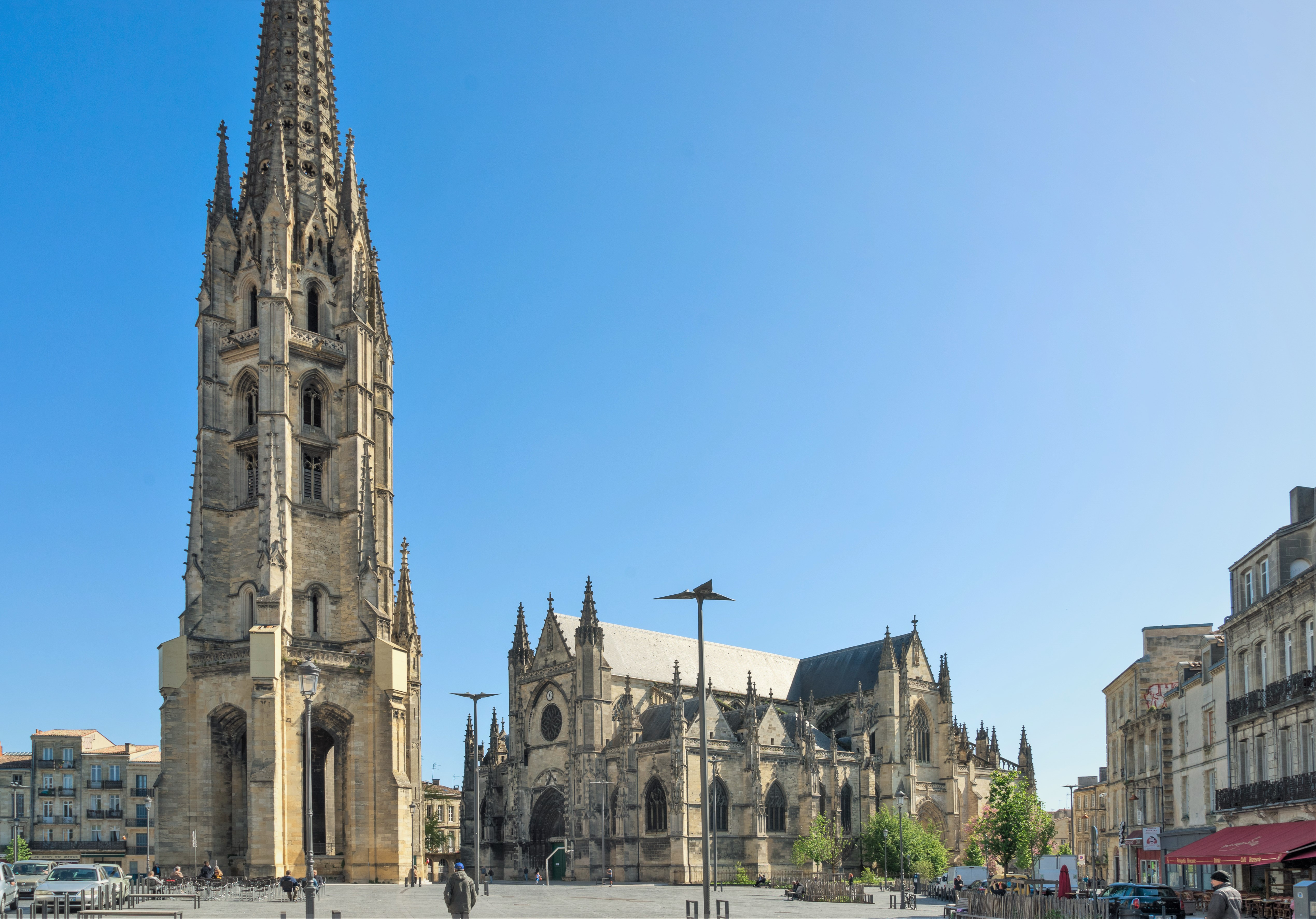
Basílica de San Miguel, en Burdeos

La sede de la arquidiócesis se encuentra en la ciudad de Burdeos, en donde se halla la Catedral de San Andrés y las basílicas de San Miguel y de San Severino. En Bazas se encuentra la excatedral de San Juan Bautista, en Verdelais la basílica de Nuestra Señora, en Arcachón la basílica de Nuestra Señora y en Soulac-sur-Mer la basílica de Nuestra Señora de Finisterre.

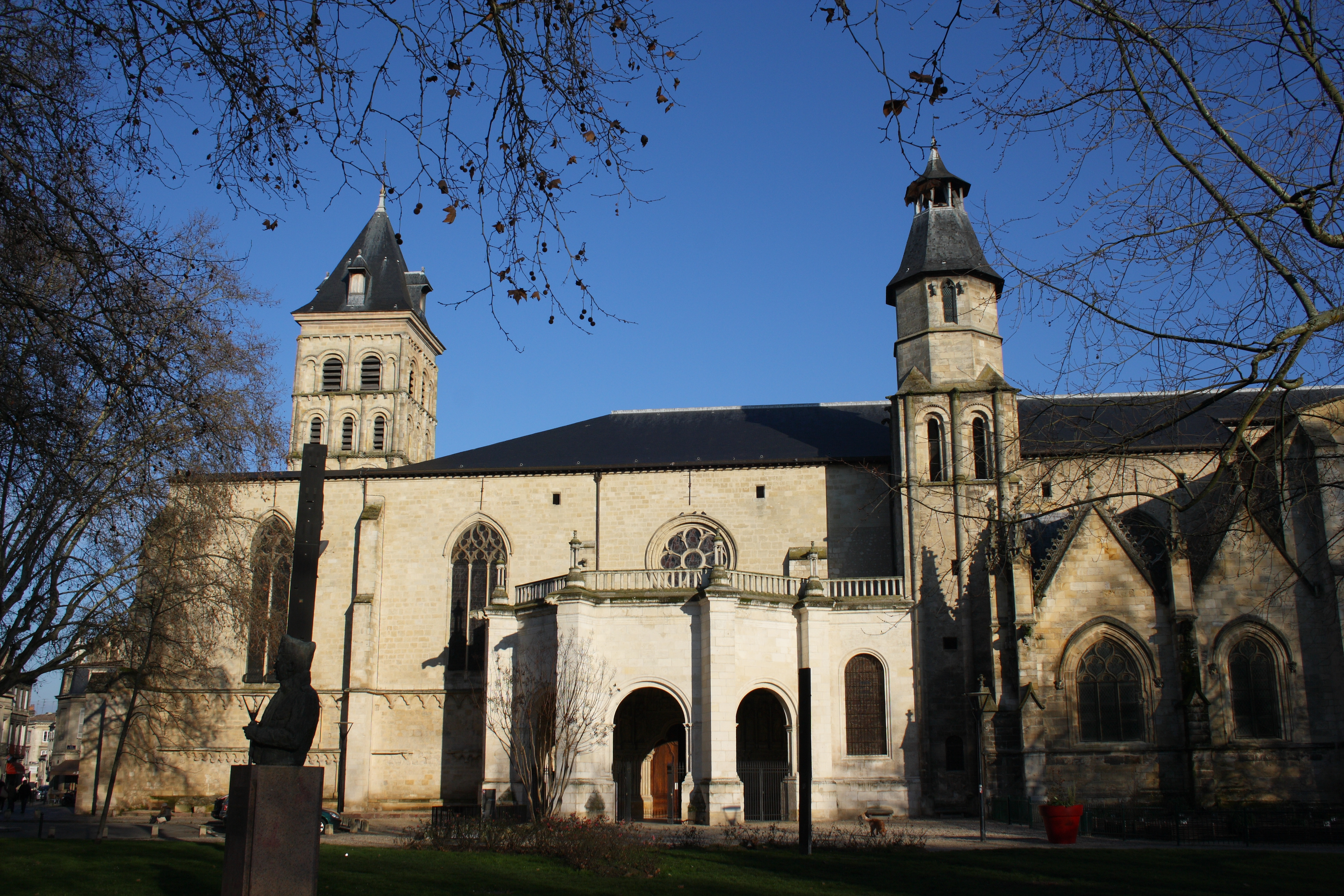
Basílica de San Severino, en Burdeos

La arquidiócesis tiene como sufragáneas a las diócesis de: Agen, Aire y Dax, Bayona y Périgueux.

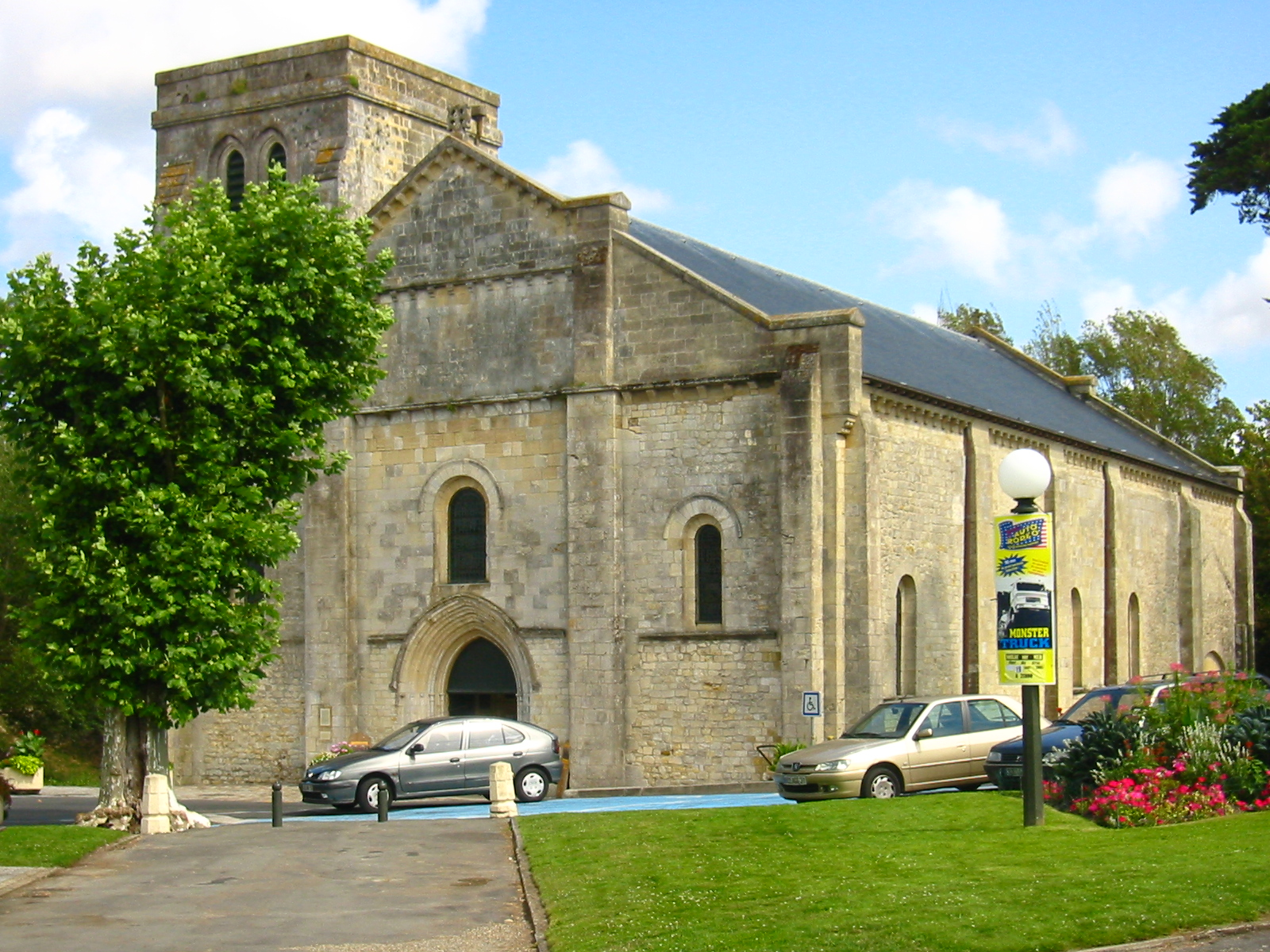
Basílica de Nuestra Señora de Finisterre, en Soulac-sur-Mer

En 2022 en la arquidiócesis existían 587 parroquias.

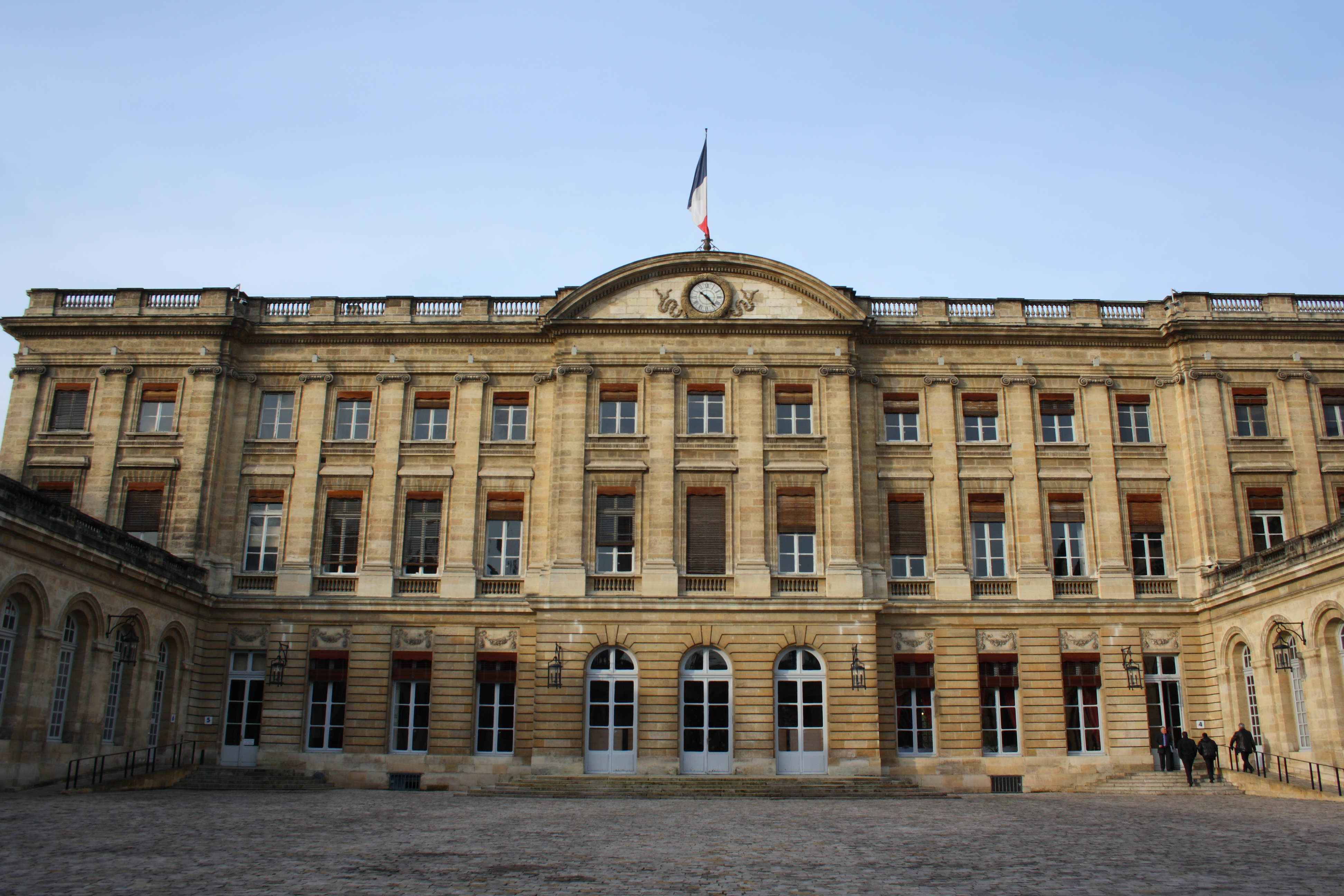
El Palacio Rohan, construido por el arzobispo Ferdinand Maximilien Mériadec de Rohan en el para reemplazar el antiguo palacio arzobispal

## Historia
El testimonio cristiano más antiguo de Burdeos se remonta al año 260; es el epitafio de una joven cristiana, Domitia, ciudadana de Tréveris, encontrado en las murallas meridionales de la ciudad. El primer obispo conocido, sin embargo, es Orientale que, junto con su diácono Flavio, estuvo presente en el primer Concilio de Arlés en 314.
En la década de 1480 se celebró un sínodo en Burdeos para condenar a los priscilianistas. El sínodo tuvo lugar bajo el episcopado de Delfín, que participó en el Concilio de Zaragoza del año 380 y mantuvo correspondencia con Ambrosio de Milán y Paulino de Nola, que era originario de Burdeos.
Burdeos fue la capital de la provincia romana de Aquitania segunda. Pronto se convirtió en la sede metropolitana de la provincia eclesiástica que incluía las demás civitates de la provincia, que constituían las diócesis de Agen, Angulema, Saintes, Poitiers y Périgueux.
El comienzo del Siglo V está marcado por el episcopado de una figura misteriosa quizás procedente de Oriente, Severino de Burdeos, a quien el obispo Amando cedió la cátedra y la recuperó tras su muerte.
En el Siglo VI fue importante el episcopado de Leoncio II, hombre de gran poder y riqueza, que construyó numerosas iglesias y ejerció control político sobre el territorio.
En la época merovingia, la catedral, fundada en el siglo IV, ocupaba ya el mismo lugar que la actual catedral, apoyada en las murallas de la antigua ciudad. El pueblo de San Severino, en las afueras de la ciudad, era un gran centro de devoción, con sus tres grandes basílicas de San Esteban, San Severino y San Martín, que se alzaban al borde de una vasta necrópolis de la que aún se conservan algunos sarcófagos. Este pueblo era como una ciudad santa; y las tumbas merovingias en el cementerio de San Severino alimentaron leyendas que el imaginario popular creó en los siglos siguientes.
En la segunda mitad del siglo X el poder eclesiástico se concentró en manos del arzobispo Gombaud, hermano de Guillermo IX de Gascoña. En 1027 el duque de Gascuña, Sancho VI, y el duque de Aquitania, Guillermo V, acordaron la elección de Godofredo II como arzobispo. Por lo tanto, el poder religioso se convirtió en una especie de amortiguador entre Aquitania y Gascuña. Los reinados de Guillermo VIII y Guillermo IX (1052-1127) coincidieron con un espléndido desarrollo de la arquitectura románica en Burdeos. Partes de las iglesias de la Santa Cruz y San Severino pertenecen a este período y la catedral de San Andrés fue construida a partir de 1096.
En la Edad Media surgió una disputa entre las sedes metropolitanas de Burdeos y Bourges sobre el reclamo de Bourges a la primacía de Aquitania. La cuestión ha sido aclarada por los estudiosos modernos, que han establecido que una carta del papa Nicolás I a Rodolfo, que fecha la existencia del primado de Bourges en el siglo IX, no es auténtica. Como capital de la provincia romana de Aquitania primera, Bourges aspiraba antiguamente a la preeminencia sobre las provincias de Aquitania segunda y Aquitania tercea y, por lo tanto, también sobre Burdeos. Hacia 1073 estas aspiraciones genéricas tomaron la forma de reclamaciones; entre 1112 y 1126 el papado los reconoció y en 1146 el papa Eugenio III confirió la primacía de Pierre de la Chatre, arzobispo de Bourges, sobre Burdeos. En 1232 el papa Gregorio IX concedió al arzobispo de Bourges, en calidad de patriarca, el derecho de visitar la provincia de Aquitania, impuso al arzobispo de Burdeos el deber de asistir, al menos una vez, a los concilios convocados por el arzobispo de Bourges y estableció que las medidas del arzobispo de Burdeos podían ser apeladas ante el arzobispo de Bourges. Cuando ocasionalmente, en 1240 y 1284, los arzobispos de Bourges visitaron Burdeos, encontraron las puertas de la iglesia cerradas y respondieron con la excomunión a las protestas del clero de Burdeos contra sus visitas.
Cuando Francia perdió Aquitania debido a la anulación del matrimonio entre el rey Luis VII y Leonor de Aquitania que se había celebrado en la Catedral de Burdeos en 1137, Burdeos se convirtió en la capital de las posesiones inglesas en Aquitania. Luego, la disputa entre las sedes metropolitanas de Burdeos y Bourges adquirió un carácter político y el rey de Francia comenzó a apoyar las pretensiones de Bourges. Muchos arzobispos fueron importantes partidarios de la política inglesa en Aquitania: uno de ellos fue Guillaume Amanieu (1207-1226), a quien el rey Enrique III de Inglaterra concedió el título de senescal y guardián de todas las tierras más allá del mar. Guillaume Amanieu participó en las guerras contra los sarracenos en España. Gérard de Mallemort (1227-1260), generoso fundador de monasterios, actuó de intermediario entre Luis IX de Francia y Enrique III y defendió Gascuña de la tiranía de Simón IV de Montfort. Durante el episcopado de Gérard de Mallemort la antigua iglesia románica de San Andrés fue transformada en catedral gótica.
El papa Clemente V (1305-1314) estaba en contra de las afirmaciones de Bourges. Era originario de Villandraut, cerca de Bazas, donde había construido una colegiata, había sido arzobispo de Burdeos de 1300 a 1305 y asesor político del rey Felipe el Hermoso. Una vez convertido en papa, a pesar de sus simpatías francesas, siguió el plan de emancipar Burdeos de Bourges. En la segunda mitad del siglo XIV los arzobispos, como el italiano Francesco Uguccione, eran partidarios de los ingleses.
En 1317, las recién erigidas diócesis de Sarlat, Condom, Luçon y Maillezais se añadieron a la provincia eclesiástica de Burdeos.
El beato Pierre Berland (1430-1457) fue un arzobispo de Burdeos ilustre por su inteligencia y santidad, fundador de la Universidad de Burdeos y del Colegio de San Rafael para estudiantes pobres, quien, después de haber ayudado a los ingleses a defender Burdeos contra las tropas de Carlos VII de Francia, recibió a Jean de Dunois en la ciudad y se rindió a Francia. Fue durante su episcopado cuando se añadió a la catedral el campanario que lleva su nombre.
Los ricos y poderosos capítulos de San Andrés y San Severino siguieron siendo en la Edad Media un legado del dualismo del Burdeos merovingio. A menudo hubo conflictos y animosidad entre las dos asambleas. El sentido artístico de los cánones del siglo XIII se refleja en el portal gótico de San Severino. A finales del siglo XIV el canónigo Vital de Carle estableció el gran hospital de San Andrés, que puso bajo la protección del municipio y fue gracias a los esfuerzos del capítulo de San Andrés que se estableció la primera biblioteca de la ciudad de Burdeos en 1402.
En la Edad Media Burdeos fue una gran ciudad monástica, con sus conventos de carmelitas, franciscanos y dominicos, fundados en 1217, 1227 y 1230 respectivamente. En 1214 tuvo lugar en Burdeos un importante concilio contra usureros, bandidos y herejes. Cuando, después de la guerra de los Cien Años Burdeos volvió a Francia, Luis XI apaciguó a los ciudadanos ingresando en la hermandad de Notre-Dame de Montuzet.
A principios del siglo XVII era arzobispo de Burdeos el cardenal François d'Escoubleau de Sourdis, a quien se debe el restablecimiento de la disciplina eclesiástica y la reforma de las costumbres de su clero, tras años de abandono debido a las guerras de religión; en esta tarea fue ayudado por las nuevas órdenes religiosas que introdujo en su arquidiócesis, entre ellas los capuchinos (1601) y los jesuitas (1606).
Antes de la revolución Francesa la arquidiócesis estaba dividida en cuatro archidiaconados: Médoc, Cernès, Blaye y Fronsac. Las 372 parroquias se dividieron en 10 arciprestazgos a los que hay que sumar las 15 parroquias de la ciudad de Burdeos. La arquidiócesis contaba también con tres seminarios: San Rafael, fundado por Antoine Prévost en 1583; el seminario de los irlandeses y el de los ordenandos, creados respectivamente en 1603 y 1607 por el cardenal de Sourdis.
A raíz del concordato, con la bula Qui Christi Domini del papa Pío VII del 29 de noviembre de 1801, Burdeos tuvo como sedes sufragáneas las diócesis de Angulema, Poitiers y La Rochelle. Al mismo tiempo incorporó a su territorio parte de la diócesis de Bazas, que fue suprimida.
El 6 de octubre de 1822, en virtud de la bula Paternae charitatis del papa Pío VII, añadió a sus sufragáneas la diócesis de Agen, anteriormente sufragánea de Toulouse, y las restablecidas diócesis de Périgueux y Luçon. En 1850 se añadieron también las diócesis de Fort-de-France (en Martinica), Basse-Terre (en Guadalupe) y Saint-Denis (en Reunión). Posteriormente, estas diócesis de ultramar fueron eliminadas de la jurisdicción metropolitana de Burdeos, tras la elevación de Fort-de-France al rango de arquidiócesis metropolitana el 26 de septiembre de 1967.
El 20 de noviembre de 1937 los arzobispos de Burdeos obtuvieron el derecho de añadir a su título el de obispos de Bazas.
El 8 de diciembre de 2002 la provincia eclesiástica de Burdeos fue profundamente modificada tras la supresión de la provincia eclesiástica de Auch y la erección de la de Poitiers.
En noviembre de 2022 el arzobispo es Jean-Pierre Bernard Ricard confesó públicamente que había abusado sexualmente de una menor de 14 años.

## Estadísticas
Según el Anuario Pontificio 2023 la arquidiócesis tenía a fines de 2022 un total de 1 076 000 fieles bautizados.
| Año                                                                             | Población            | Población | Población      | Sacerdotes | Sacerdotes    | Sacerdotes    | Bautizados por sacerdote | Diáconos permanentes | Religiosos | Religiosos | Parroquias |
| Año                                                                             | Bautizados católicos | Total     | % de católicos | Total      | Clero secular | Clero regular | Bautizados por sacerdote | Diáconos permanentes | Varones    | Mujeres    | Parroquias |
| ------------------------------------------------------------------------------- | -------------------- | --------- | -------------- | ---------- | ------------- | ------------- | ------------------------ | -------------------- | ---------- | ---------- | ---------- |
| 1950                                                                            | 830 000              | 858 381   | 96.7           | 652        | 498           | 154           | 1273                     |                      | 150        | 2039       | 514        |
| 1959                                                                            | 840 000              | 896 517   | 93.7           | 622        | 465           | 157           | 1350                     |                      | 339        | 2000       | 625        |
| 1970                                                                            | 800 000              | 1 009 406 | 79.3           | 607        | 470           | 137           | 1317                     |                      | 137        | 1318       | 624        |
| 1980                                                                            | 810 000              | 1 074 000 | 75.4           | 483        | 374           | 109           | 1677                     |                      | 129        | 1150       | 624        |
| 1990                                                                            | 878 000              | 1 163 000 | 75.5           | 445        | 331           | 114           | 1973                     | 8                    | 129        | 800        | 157        |
| 1999                                                                            | 955 000              | 1 274 000 | 75.0           | 344        | 252           | 92            | 2776                     | 12                   | 139        | 582        | 593        |
| 2000                                                                            | 962 000              | 1 283 000 | 75.0           | 341        | 248           | 93            | 2821                     | 12                   | 138        | 555        | 593        |
| 2001                                                                            | 966 000              | 1 288 311 | 75.0           | 336        | 244           | 92            | 2875                     | 13                   | 135        | 454        | 593        |
| 2002                                                                            | 966 000              | 1 288 311 | 75.0           | 319        | 237           | 82            | 3028                     | 13                   | 118        | 489        | 593        |
| 2003                                                                            | 966 000              | 1 288 311 | 75.0           | 313        | 231           | 82            | 3086                     | 11                   | 117        | 489        | 593        |
| 2004                                                                            | 966 000              | 1 288 311 | 75.0           | 306        | 224           | 82            | 3156                     | 16                   | 117        | 474        | 593        |
| 2006                                                                            | 1 089 457            | 1 361 822 | 80.0           | 298        | 212           | 86            | 3655                     | 16                   | 109        | 475        | 593        |
| 2012                                                                            | 1 115 000            | 1 399 700 | 79.7           | 253        | 192           | 61            | 4407                     | 22                   | 78         | 330        | 593        |
| 2015                                                                            | 1 002 000            | 1 494 064 | 67.1           | 230        | 176           | 54            | 4356                     | 31                   | 102        | 323        | 593        |
| 2018                                                                            | 1 012 500            | 1 511 200 | 67.0           | 213        | 167           | 46            | 4753                     | 37                   | 61         | 238        | 593        |
| 2020                                                                            | 1 037 580            | 1 621 215 | 64.0           | 212        | 164           | 48            | 4894                     | ?                    | 64         | 228        | 593        |
| 2022                                                                            | 1 076 000            | 1 681 330 | 64.0           | 214        | 161           | 53            | 5028                     | 41                   | 77         | 199        | 587        |
| Fuente: Catholic-Hierarchy, que a su vez toma los datos del Anuario Pontificio. |                      |           |                |            |               |               |                          |                      |            |            |            |

## Episcopologio
- Orientale † (mencionado en 314)
- San Delfino † (antes de 380-24 de diciembre de 401/404 falleció)
- San Amando † (404-410 renunció)
- San Severino † (410-420 falleció)
- San Amando † (420-18 de junio circa 432 falleció) (por segunda vez)
- Galliziano † (segunda mitad del siglo V)
- Cipriano † (antes de 506-después de 511)
- Amelio (o Emilio) †[nota 2]
- San Leoncio I el Viejo † (después de 520-después de 541)
- San Leoncio II el Joven † (antes de 549-15 de septiembre de 564[nota 3] falleció)[nota 4]
- Bertrando (Bertecramno) † (antes de 577-después de 585)
- Gondegisilo † (mencionado en 590)
- Nicasio? † (siglo VII-siglo VIII)[nota 5]
- Arnegisilo † (mencionado en 614)
- Anonimo † (mencionado en 627)[nota 6]
- Giovanni † (mencionado en 673/675)
- Antonio? † (siglo VII-siglo VIII)
- Frontone? † (siglo VII-siglo VIII)
- Verevulfo? †(siglo VII-siglo VIII)[nota 7]
- Sicario † (antes de 814-después de 817)[nota 8]
- Adelelmo † (mencionado en 828)
- Frotario † (antes de 860-28 de octubre o noviembre[nota 9] de 876 nombrado arzobispo de Bourges)
  - Sede vacante
- Adalberto † (mencionado después de 940)
- Goffredo I † (mencionado en 982)
- Gombaud † (mencionado en 989)[nota 10]
- Séguin † (antes de enero de 1000-después de 1012)
- Arnaud † (mencionado en 1022)
- Islon de Saintes † (mencionado en 1024)
- Geoffroi II † (mencionado en 1027-10 de julio de 1043 falleció)
  - Sede vacante (1043-1047)
- Archambaud de Parthenay † (1047-1059 renunció)
- Andron † (1059)
- Joscelin de Parthenay † (1059-19 de junio de 1086 falleció)
  - Sede vacante (1086-1089)
- Amat d'Oloron, O.S.B. † (1089[nota 11]-22 de mayo de 1102 falleció)
- Arnaud Géraud de Cabanac † (1103-29 de abril de 1130 o 1131 falleció)
  - Gérard d'Angoulême (de Blaye) † (1131-1135) (intruso)
- Geoffroi du Louroux † (1136-18 de julio de 1158 falleció)
- Raimond de Mareuil † (1158-23 de diciembre de 1159 falleció)
- Hardouin † (1160-4 de julio de 1162 falleció)
- Bertrand de Montaut † (agosto de 1162-18 de diciembre de 1173 falleció)
- Guillaume el Templario † (1174-15 de septiembre de 1187 falleció)
- Hélie de Malemort † (circa 1187-19 de marzo de 1207 falleció)
- Guillaume Amanieu de Ginebra † (1207-13 de septiembre de 1227 falleció)
- Géraud de Malemort † (diciembre de 1227-enero o febrero de 1261 falleció)
- Pierre de Roncevault † (23 de marzo de 1262-11 de enero de 1270 falleció)
- Simon de Rochechouart † (4 de septiembre de 1275-29 de octubre de 1280 falleció)
  - Guillaume III † (1280-después del 9 de diciembre de 1285[nota 12]) (obispo electo)
- Henri de Ginebra  † (25 de julio de 1289-abril de 1297 falleció)
  - Boson de Salignac † (abril de 1297-22 de diciembre de 1299 nombrado obispo de Comminges) (obispo electo)
- Bertrand de Got † (23 de diciembre de 1299-5 de junio de 1305 electo papa con el nombre de Clemente V)
- Arnaud de Canteloup I † (24 de julio de 1305-15 de diciembre de 1305 renunció)
- Arnaud de Canteloup II † (28 de julio de 1306-26 de marzo de 1332 falleció)
- Pierre de Luc † (13 de mayo de 1332-1345 falleció)
- Amanieu de Cazes † (19 de enero de 1347-1348 renunció)
- Bernard de Cazes † (17 de septiembre de 1348-1351 falleció)
- Amanieu de La Mothe † (28 de septiembre de 1351-27 de junio de 1360 falleció)
- Philippe de Chambarlhac † (21 de julio de 1360-maggio o de junio de 1361 falleció)
- Hélie de Salignac † (24 de septiembre de 1361-7 de mayo de 1378 falleció)
  - Guillaume Bruni † (11 de febrero de 1379-26 de enero de 1411 nombrado arzobispo titular de Filippi) (obediencia aviñonesa)
- Raimond Bernard de Roqueis † (circa 1379-15 de marzo de 1384 falleció)
- Francesco Uguccione † (28 de agosto de 1384-14 de julio de 1412 falleció)
- David de Montferrand † (23 de junio de 1413-31 de mayo de 1430 falleció)
- Beato Pierre Berland † (16 de octubre de 1430-1456 renunció)
- Blaise Régnier de Gréelle † (24 de septiembre de 1456-1464 renunció)
- Arthur de Montauban, O.S.B. † (11 de enero de 1465-marzo de 1479 falleció)
- André d'Espinay † (28 de abril de 1479-10 de noviembre de 1500 falleció)
- Jean de Foix † (9 de diciembre de 1500-25 de junio de 1529 falleció)
- Gabriel de Gramont † (24 de septiembre de 1529-9 de marzo de 1530 renunció)
- Charles de Gramont, O.S.A. † (9 de marzo de 1530-1544 falleció)
  - Jean du Bellay † (17 de diciembre de 1544-3 de julio de 1551 renunció) (administrador apostólico)
- Jean de Montluc † (3 de julio de 1551-1553 renunció)
- François de Mauny † (13 de septiembre de 1553-1558 falleció)
  - Jean du Bellay † (15 de febrero de 1559-16 de febrero de 1560 falleció) (administrador apostólico, por segunda vez)
- Antoine Prévost de Sansac † (4 de septiembre de 1560-17 de octubre de 1591 falleció)
  - Sede vacante (1591-1599)
- François d'Escoubleau de Sourdis † (5 de julio de 1599-8 de febrero de 1628 falleció)
- Henri d'Escoubleau de Sourdis † (16 de julio de 1629-18 de junio de 1645 falleció)
- Henri de Béthune † (18 de mayo de 1648-11 de mayo de 1680 falleció)
- Louis d'Anglure de Bourlémont † (28 de abril de 1681-9 de noviembre de 1697 falleció)
- Armand Bazin de Besons † (15 de septiembre de 1698-15 de diciembre de 1719 nombrado arzobispo de Ruan)
- François Élie de Voyer de Paulmy d'Argenson † (6 de mayo de 1720-25 de octubre de 1728 falleció)
- François Honoré de Casaubon de Maniban † (8 de febrero de 1730-29 de junio de 1743 falleció)
- Louis-Jacques d'Audibert de Lussan † (16 de marzo de 1744-15 de noviembre de 1769 falleció)
- Ferdinand-Maximilien-Mériadec de Rohan-Guémené † (12 de marzo de 1770-2 de abril de 1781 nombrado arzobispo de Cambrai)
- Jérôme-Marie Champion de Cicé † (2 de abril de 1781-8 de octubre de 1801 renunció)
- Charles-François d'Aviau Du Bois de Sanzay † (2 de junio de 1802-11 de julio de 1826 falleció)
- Jean-Louis Anne Madelain Lefebvre de Cheverus † (2 de octubre de 1826-19 de julio de 1836 falleció)
- François-Auguste-Ferdinand Donnet † (19 de mayo de 1837-23 de diciembre de 1882 falleció)
- Aimé-Victor-François Guilbert † (9 de agosto de 1883-16 de agosto de 1889 falleció)
- Victor-Lucien-Sulpice Lécot † (26 de junio de 1890-19 de diciembre de 1908 falleció)
- Pierre-Paulin Andrieu † (2 de enero de 1909-15 de febrero de 1935 falleció)
- Maurice Feltin † (16 de diciembre de 1935-15 de agosto de 1949 nombrado arzobispo de París)
- Paul-Marie-André Richaud † (10 de febrero de 1950-5 de febrero de 1968 falleció)
- Marius-Félix-Antoine Maziers † (5 de febrero de 1968 por sucesión-31 de mayo de 1989 retirado)
- Pierre Étienne Louis Eyt † (31 de mayo de 1989 por sucesión-11 de junio de 2001 falleció)
- Jean-Pierre Ricard (21 de diciembre de 2001-1 de octubre de 2019 retirado)
- Jean-Paul James, desde el 14 de noviembre de 2019